# Большой Шаплак
Большой Шаплак (мар. Кугу Шаплак) — деревня в Медведевском районе Марий Эл Российской Федерации. Входит в состав Шойбулакского сельского поселения.
Численность населения — 94 человек (2014 год).

## География
Большой Шаплак располагается в 3 км от административного центра сельского поселения — села Шойбулак.

## История
Впервые упоминается в списке селений Царевококшайского уезда в 1795 году как деревня Шоплак. В 1931 году был создан колхоз «Шемер вий».

## Население
| 2010 | 2011 | 2012 | 2013 | 2014 |
| ---- | ---- | ---- | ---- | ---- |
| 100  | ↘93  | ↘86  | ↗88  | ↗94  |

Национальный состав на 1 января 2014 г.:
| Национальность | Численность, чел. | Доля    |
| -------------- | ----------------- | ------- |
| всего          | 94                | 100,0 % |
| Марийцы        | 80                | 85,1 %  |
| Русские        | 4                 | 4,3 %   |
| Татары         | 10                | 10,6 %  |

## Описание
Улично-дорожная сеть деревни имеет грунтовое покрытие. Жители проживают в индивидуальных домах, не имеющих централизованного водоснабжения и водоотведения. Деревня газифицирована.

## Известные уроженцы
- Архипова, Элина Анатольевна — марийский композитор, член Союза композиторов России (1989), Заслуженный деятель искусств Республики Марий Эл.